# Иодат лантана
Иодат лантана — неорганическое соединение, 
соль лантана и иодноватой кислоты с формулой La(IO3)3,
бесцветные кристаллы,
растворяется в воде,
образует кристаллогидраты.

## Физические свойства
Иодат лантана образует бесцветные кристаллы.
моноклинной сингонии,
пространственная группа C c,
параметры ячейки a = 1,2526 нм, b = 0,70939 нм, c = 2,7823 нм, β = 101,975°, Z = 4.
Растворяется в воде.
Образует кристаллогидраты состава La(IO3)3•n H2O, где n = 1/2, 3/2, 5/2, 3, 5 и 6.
Кристаллогидрат состава La(IO3)3•½H2O — кристаллы
моноклинной сингонии,
пространственная группа P n,
параметры ячейки a = 0,7219 нм, b = 1,1139 нм, c = 1,0708 нм, β = 91,86°, Z = 2 при 100 К.
Образует кислую соль состава La(IO3)3•HIO3.